# Accalathura zoisia
Accalathura zoisia, vrsta morskih isopoda iz porodice Leptanthuridae sa zapadne obale Australije. prvi su ga opisali Poore & Lew Ton, 1990

## Vanjske poveznice
- Isopoda taxon details